# Europe (ban nhạc)
Europe là một ban nhạc hard rock người Thụy Điển, lúc đầu thành lập như là một ban progressive rock, sau đó họ đã thêm keyboard để dòng nhạc trở nên dễ nghe hơn.

## Thành viên

### Thành viên hiện tại
- Joey Tempest - hát chính, ghita đệm, ghita gỗ, keyboard (1979-1992, 2003-nay)
- John Norum - ghita chính và ghita đệm, hát bè (1979-1986, 2003-nay
- John Levén - ghita bass (1981-1992, 2003-nay)
- Mic Michaeli - keyboard, hát bè, ghita đệm (1984-1992, 2003-nay)
- Ian Haugland - trống, bộ gõ, hát bè (1984-1992, 2003-nay)

### Thành viên cũ
- Kee Marcello - ghita chính, ghita đệm, hát bè (1986-1992, 31 tháng 12 năm 1999)
- Tony Reno - trống, bộ gõ (1979-1984)
- Peter Olsson - ghita bass (1979-1981)
- Marcel Jacob - ghita bass (1981)

## Danh sách các đĩa hát

### Album phòng thu
- Europe (1983)
- Wings of Tomorrow (1984)
- The Final Countdown (1986) RIAA: 3 đĩa bạch kim [1]
- Out of This World (1988) RIAA: Platinum [1]
- Prisoners in Paradise (1991)
- Start from the Dark (2004)
- Secret Society (2006)
- TBA (2009)

### Album biên tập
- 1982-1992 (1993)
- Definitive Collection (1997)
- 1982-2000 (1999) - 1982-1992 phát hành lại
- Rock the Night: The Very Best of Europe (2004)

### Đĩa đơn
- Seven Doors Hotel (1983)
- Lyin' Eyes - Withdrawn shortly after the release (1983)
- Dreamer (1984)
- Stormwind (1984)
- Open Your Heart (1984)
- Rock the Night (1985)
- On the Loose - Soundtrack (1985)
- The Final Countdown (1986) #8 US, #1 UK, #2 AUS, #1 GR
- Love Chaser (1986)
- Rock the Night - New Version (1986) #30 US, #12 UK, #22 AUS
- Carrie (1986) #3 US, #22 UK
- Cherokee (1986) #72 US
- Superstitious (1988) #31 US, #34 UK, #45 AUS
- Open Your Heart - New Version (1988) #86 UK
- Let the Good Times Rock (1989) #85 UK
- More Than Meets the Eye (1989)
- Tomorrow (1989)
- Prisoners in Paradise (1991)
- I'll Cry for You (1992) #28 UK
- Halfway to Heaven (1992) #42 UK
- Sweet Love Child (1993)
- The Final Countdown 2000 - Remix (1999) #36 UK, #33 AUS
- Got to Have Faith (2004)
- Hero (2004)
- Always the Pretenders (2006)

### Video
- In the Future to Come (1983)
- Dreamer (1985) [2]
- The Final Countdown (1986)
- Rock the Night (1986)
- Carrie (1986)
- Cherokee (1987)
- Superstitious (1988)
- Open Your Heart (1988)
- Let the Good Times Rock (1988)
- Prisoners in Paradise (1991)
- I'll Cry for You (1991)
- Halfway to Heaven (1992)
- The Final Countdown 2000 (1999)
- Got to Have Faith (2004)
- Hero (2004)
- Always the Pretenders (2006)

### DVD
- Rock the Night: Collectors Edition (2004)

Tập hợp tất cả bản thu video ca nhạc của nhóm từ năm 1986 đến năm 1992, thêm các bài phỏng vấn và các chương trình truyền hình tại Thụy Điển. Phát hành với tên Rock the World tại Mỹ.
- The Final Countdown Tour 1986 (2004)

Buổi hòa nhạc thu âm tại Solnahallen, Stockholm, Thụy Điển năm 1986. Chỉ phát hành tại Nhật Bản.
- Live from the Dark (2005)

Buổi hòa nhạc thu âm tại Hammersmith Apollo, London, Anh 2004. Phỏng vấn, các bản nhạc video và thông tin ban nhạc được thêm vào. Phát hành đĩa DVD đôi.
- The Final Countdown Tour 1986: Hát live tại Thụy Điển - Bản kỷ niệm 20 năm (2006)

Bản chỉnh lại của bản DVD thu tại Solnahallen, được phát hành kỷ niệm 20 năm ra đời của album The Final Countdown. Bao gồm phỏng vấn, những bức hình chưa phát hành trong tour diễn Final Countdown Tour và tiểu sử ban nhạc.